# Elschnitztalbach
Der Elschnitztalbach ist ein Bach im Thüringer Schiefergebirge im Landkreis Saalfeld-Rudolstadt. 
Er entsteht um Wittgendorf mit vielen kleinen Quellen und ist etwa vier Kilometer lang. Die verschiedenen Quellen, die zum Teil mehrere Kilometer auseinander liegen, entspringen etwa alle auf einer Höhe von 560 m.ü.NN. Nachdem der Bach etwa 140 Höhenmeter überwunden hat, fließt er unterhalb von Rohrbach (bei Saalfeld) in die Sorbitz. 
Im Jahre 1724/1725 wurden in der Grube „Vorsichtigkeit“ in der Elschnitz täglich zirka 20 Fuder brauchbarer Eisenstein gefördert. 